# Rio Piracicaba
Rio Piracicaba este un oraș în Minas Gerais (MG), Brazilia.